# Les Lèvres nues
Les Lèvres nues est une revue littéraire et artistique belge fondée à Anvers par Marcel Mariën durant l'automne 1953 et disparue en 1975, après une interruption. Elle fait partie de la mouvance des revues surréalistes de l'après-guerre 1940–1945, comme Temps mêlés, le Daily-Bul, Phantômas.

## Histoire
Outre Marcel Mariën, la revue s'entoure, durant la première période (1954–1958) des principaux collaborateurs suivants : Jane Graverol, Paul Nougé, Louis Scutenaire, Gilbert Senecaut, André De Rache, André Souris. Elle accueille également à partir du numéro 6 des membres de l'Internationale lettriste, Guy Debord, Gil J Wolman, Jacques Fillon, Michèle Bernstein.

## Livraisons
Première série :
1. Avril 1954
2. Août 1954
3. Octobre 1954
4. Janvier 1955
5. Juin 1955
6. Septembre 1955
7. Décembre 1955
8. Mai 1956
9. Novembre 1956

10-12. Septembre 1958
Hors-série L'Imitation du cinéma, été 1960
Deuxième série : de 1969 à 1975.

## Publications
- Les Lèvres nues, reprint de la première série [1954–1958], Paris, Plasma, coll. « Table rase » dirigée par Roger Langlais, 1978.
- Les Lèvres nues, reprint de la première série [1954–1958], en 10 vol. et un index, Paris, Allia, 1995.
- Guy Debord, Lettres à Marcel Mariën [octobre 1954 – juillet 1957], Toulon, La Nerthe, 2015.